# Новопашин, Никита Игоревич
Никита Игоревич Новопашин (16 июня 1997, Санкт-Петербург, Россия) — российский футболист, защитник.

## Карьера
Воспитанник Академии «Зенита». Выступал за молодёжную команду. Сыграл два матча в юношеской Лиге чемпионов. В 2014 году провел один матч за «Зенит-2» во втором дивизионе.
5 марта 2016 года в самом конце дозаявочной кампании перешёл в эстонский клуб Премиум-лиги «Пайде». В этот же день дебютировал за команду в первом туре первенства страны. На 78-й минуте вышел на замену в поединке с «Инфонетом».